# Primera División de México: México 1970
El Torneo México 1970 fue una edición de la Primera División de México hecha en celebración de la Copa Mundial de Fútbol que tuvo como sede el país ese año. Debido a la necesidad de un proceso de preparación para la justa mundialista, la Federación Mexicana de Fútbol organizó un torneo en dos fases, la primera de ellas celebrada antes del inicio de la Copa (del 4 de febrero al 10 de mayo) y la segunda ronda, realizada después del Mundial (del 8 de julio al 11 de octubre).
Los dieciséis equipos contendientes en la edición anterior fueron repartidos en dos grupos de ocho equipos, los primeros cuatro sitios de cada sector calificaron al "Grupo de Campeonato" y los últimos cuatro lugares de cada agrupación jugaron en un "Grupo de Consuelo".
El Laguna había sido el último lugar de la temporada 1969-70 y estaba planificado que jugara contra el último sitio del Grupo de Consuelo de esta edición, en un play off de repechaje por no descender, pero debido a expansión a 18 equipos para la temporada 1970-71 esta serie fue cancelada.

## Sistema de competencia
Los 16 equipos fueron divididos en dos grupos de 8 equipos, en una primera fase; los cuales solo se enfrentaron contra rivales de su sector, en duelo a visita recíproca. Después en una segunda fase los 4 mejores de cada grupo fueron ubicados en un nuevo sector llamado "de campeonato", que nuevamente disputaron partidos de ida y vuelta, el líder de este sector, y que al final también lo fuera de toda la competencia sería en consecuencia el campeón. En tanto que los peores 4 equipos de cada grupo de la primera fase, se ubicaron en uno llamado "de descenso", jugaron entre ellos duelos ida y vuelta, sin embargo no hubo descenso al final del torneo.

## Equipos participantes

### Equipos por entidad federativa
En el Torneo México 70 jugaron 16 equipos que se distribuían de la siguiente forma:
| Monterrey Oro Atlas Guadalajara León Irapuato Necaxa Laguna Torreón Toluca Veracruz Pachuca C. Azul América Atlante UNAM | \| Entidad Federativa \| N.º \| Equipos \| \| ------------------ \| --- \| ------------------------------- \| \| Distrito Federal \| 4 \| América, Atlante, UNAM y Necaxa \| \| Jalisco \| 3 \| Atlas, Oro y Guadalajara \| \| Coahuila \| 2 \| Laguna y Torreón \| \| Guanajuato \| 2 \| Irapuato y León \| \| Hidalgo \| 2 \| Cruz Azul y Pachuca \| \| Estado de México \| 1 \| Toluca \| \| Nuevo León \| 1 \| Monterrey \| \| Veracruz \| 1 \| Veracruz \| |                                 |
| Entidad Federativa | N.º | Equipos                         |
| Distrito Federal | 4 | América, Atlante, UNAM y Necaxa |
| Jalisco | 3 | Atlas, Oro y Guadalajara        |
| Coahuila | 2 | Laguna y Torreón                |
| Guanajuato | 2 | Irapuato y León                 |
| Hidalgo | 2 | Cruz Azul y Pachuca             |
| Estado de México | 1 | Toluca                          |
| Nuevo León | 1 | Monterrey                       |
| Veracruz | 1 | Veracruz                        |

### Información de los equipos
| Equipo            | Sede                     | Estadio                |
| ----------------- | ------------------------ | ---------------------- |
| América (AME)     | Ciudad de México         | Azteca                 |
| Atlante (ATT)     | Ciudad de México         | Azteca                 |
| Atlas (ATS)       | Guadalajara, Jalisco     | Jalisco                |
| Cruz Azul (CAZ)   | Jasso, Hidalgo           | 10 de diciembre        |
| Guadalajara (GDL) | Guadalajara, Jalisco     | Jalisco                |
| Irapuato (IRA)    | Irapuato, Guanajuato     | Irapuato               |
| Laguna (LAG)      | Torreón, Coahuila        | San Isidro             |
| León (LEO)        | León, Guanajuato         | León                   |
| Monterrey (MTY)   | Monterrey, Nuevo León    | Tecnológico            |
| Necaxa (NEC)      | Ciudad de México         | Azteca                 |
| Oro (ORO) *       | Guadalajara, Jalisco     | Jalisco                |
| Pachuca (PAC)     | Pachuca, Hidalgo         | Revolución Mexicana    |
| Toluca (TOL)      | Toluca, Estado de México | Luis Gutiérrez Dosal   |
| Torreón (TOR)     | Torreón, Coahuila        | San Isidro             |
| UNAM (UNA)        | Ciudad de México         | Olímpico Universitario |
| Veracruz (VER)    | Veracruz, Veracruz       | Veracruzano            |

Nota * :Después de este torneo, el Oro fue adquirido por empresarios azucareros quienes cambiaron el nombre del equipo, que pasó a llamarse Jalisco.

## Primera etapa

### Grupo 1
| Pos. | Equipo      | Pts. | PJ | G | E | P | GF | GC | Dif. |                      |
| ---- | ----------- | ---- | -- | - | - | - | -- | -- | ---- | -------------------- |
| 1    | Torreón     | 17   | 14 | 5 | 7 | 2 | 22 | 16 | +6   | Grupo de Campeonato  |
| 2    | Monterrey   | 16   | 14 | 5 | 6 | 3 | 16 | 21 | −5   | Grupo de Campeonato  |
| 3    | Guadalajara | 15   | 14 | 7 | 1 | 6 | 27 | 18 | +9   | Grupo de Campeonato  |
| 4    | León        | 15   | 14 | 5 | 5 | 4 | 25 | 20 | +5   | Grupo de Campeonato  |
| 5    | UNAM        | 14   | 14 | 4 | 6 | 4 | 20 | 21 | −1   | Grupo de Consolación |
| 6    | Oro         | 14   | 14 | 6 | 2 | 6 | 15 | 18 | −3   | Grupo de Consolación |
| 7    | Veracruz    | 13   | 14 | 5 | 3 | 6 | 25 | 23 | +2   | Grupo de Consolación |
| 8    | Necaxa      | 8    | 14 | 1 | 6 | 7 | 11 | 24 | −13  | Grupo de Consolación |

 Fuente: RSSSF

#### Resultados
| Local \ Visitante | GDL | LEO | MTY | NEC | ORO | TOR | UNM | VER |
| ----------------- | --- | --- | --- | --- | --- | --- | --- | --- |
| Guadalajara       | —   | 4–0 | 4–0 | 2–1 | 0–2 | 1–1 | 4–1 | 2–0 |
| León              | 2–1 | —   | 6–0 | 4–2 | 1–1 | 0–0 | 2–2 | 3–0 |
| Monterrey         | 1–0 | 3–1 | —   | 0–0 | 1–1 | 1–1 | 1–1 | 1–0 |
| Necaxa            | 0–4 | 0–1 | 1–1 | —   | 3–0 | 1–1 | 0–0 | 2–2 |
| Oro               | 0–1 | 1–0 | 0–2 | 1–0 | —   | 2–1 | 2–1 | 2–0 |
| Torreón           | 3–1 | 2–2 | 1–2 | 0–0 | 3–1 | —   | 2–1 | 2–0 |
| UNAM              | 2–1 | 2–2 | 4–2 | 1–0 | 1–0 | 2–2 | —   | 1–2 |
| Veracruz          | 5–2 | 2–1 | 1–1 | 6–0 | 4–2 | 2–3 | 1–1 | —   |

### Grupo 2
| Pos. | Equipo    | Pts. | PJ | G | E | P | GF | GC | Dif. |                      |
| ---- | --------- | ---- | -- | - | - | - | -- | -- | ---- | -------------------- |
| 1    | Toluca    | 17   | 14 | 7 | 3 | 4 | 21 | 12 | +9   | Grupo de Campeonato  |
| 2    | Pachuca   | 16   | 14 | 6 | 4 | 4 | 15 | 9  | +6   | Grupo de Campeonato  |
| 3    | Cruz Azul | 16   | 14 | 7 | 2 | 5 | 13 | 13 | 0    | Grupo de Campeonato  |
| 4    | Atlas     | 16   | 14 | 6 | 4 | 4 | 17 | 19 | −2   | Grupo de Campeonato  |
| 5    | América   | 14   | 14 | 6 | 2 | 6 | 16 | 15 | +1   | Grupo de Consolación |
| 6    | Laguna    | 12   | 14 | 4 | 4 | 6 | 13 | 19 | −6   | Grupo de Consolación |
| 7    | Atlante   | 11   | 14 | 2 | 7 | 5 | 12 | 17 | −5   | Grupo de Consolación |
| 8    | Irapuato  | 10   | 14 | 4 | 2 | 8 | 15 | 18 | −3   | Grupo de Consolación |

 Fuente: RSSSF

#### Resultados
| Local \ Visitante | AME | ATT | ATL | CAZ | IRA | LAG | PAC | TOL |
| ----------------- | --- | --- | --- | --- | --- | --- | --- | --- |
| América           | —   | 3–1 | 1–2 | 3–0 | 2–0 | 2–1 | 0–0 | 0–1 |
| Atlante           | 1–1 | —   | 0–0 | 0–2 | 0–2 | 1–1 | 1–0 | 1–1 |
| Atlas             | 1–0 | 3–2 | —   | 2–1 | 2–1 | 2–1 | 0–2 | 1–1 |
| Cruz Azul         | 0–1 | 2–1 | 1–0 | —   | 1–0 | 1–0 | 2–1 | 0–1 |
| Irapuato          | 1–2 | 0–2 | 2–2 | 1–2 | —   | 4–2 | 0–0 | 1–0 |
| Laguna            | 1–0 | 0–0 | 1–1 | 1–1 | 0–2 | —   | 1–0 | 2–1 |
| Pachuca           | 3–1 | 1–1 | 2–0 | 0–0 | 2–1 | 0–1 | —   | 2–0 |
| Toluca            | 3–0 | 1–1 | 4–1 | 2–0 | 1–0 | 4–1 | 1–2 | —   |

## Segunda etapa

### Grupo de campeonato
| Pos. | Equipo        | Pts. | PJ | G  | E | P  | GF | GC | Dif. |         |
| ---- | ------------- | ---- | -- | -- | - | -- | -- | -- | ---- | ------- |
| 1    | Cruz Azul (C) | 21   | 14 | 10 | 1 | 3  | 23 | 15 | +8   | Campeón |
| 2    | Guadalajara   | 19   | 14 | 7  | 5 | 2  | 21 | 11 | +10  |         |
| 3    | León          | 18   | 14 | 7  | 4 | 3  | 22 | 15 | +7   |         |
| 4    | Toluca        | 17   | 14 | 7  | 3 | 4  | 26 | 15 | +11  |         |
| 5    | Pachuca       | 13   | 14 | 6  | 1 | 7  | 21 | 24 | −3   |         |
| 6    | Atlas         | 10   | 14 | 3  | 4 | 7  | 13 | 23 | −10  |         |
| 7    | Monterrey     | 9    | 14 | 2  | 5 | 7  | 13 | 20 | −7   |         |
| 8    | Torreón       | 5    | 14 | 2  | 1 | 11 | 12 | 31 | −19  |         |

 Fuente: RSSSF

#### Resultados
| Local \ Visitante | ATL | CAZ | GDL | LEO | MTY | PAC | TOL | TOR |
| ----------------- | --- | --- | --- | --- | --- | --- | --- | --- |
| Atlas             | —   | 1–3 | 1–1 | 3–2 | 0–3 | 1–2 | 0–2 | 2–1 |
| Cruz Azul         | 1–0 | —   | 1–0 | 2–4 | 1–0 | 2–0 | 1–0 | 6–1 |
| Guadalajara       | 1–1 | 2–1 | —   | 1–1 | 1–0 | 4–1 | 2–1 | 3–0 |
| León              | 3–1 | 0–1 | 0–0 | —   | 3–2 | 2–1 | 0–1 | 3–1 |
| Monterrey         | 1–1 | 1–1 | 2–2 | 0–0 | —   | 1–2 | 0–0 | 0–3 |
| Pachuca           | 2–0 | 3–1 | 0–3 | 0–1 | 0–2 | —   | 3–2 | 3–0 |
| Toluca            | 1–1 | 2–3 | 2–0 | 1–1 | 4–0 | 4–3 | —   | 3–1 |
| Torreón           | 0–1 | 1–2 | 0–1 | 1–2 | 2–1 | 1–1 | 0–3 | —   |

|                              |
| Cruz Azul Campeón 2.o título |

### Grupo de consolación
| Pos. | Equipo   | Pts. | PJ | G | E | P | GF | GC | Dif. |
| ---- | -------- | ---- | -- | - | - | - | -- | -- | ---- |
| 1    | UNAM     | 17   | 14 | 7 | 3 | 4 | 14 | 8  | +6   |
| 2    | Laguna   | 17   | 14 | 6 | 5 | 3 | 17 | 12 | +5   |
| 3    | Veracruz | 16   | 14 | 6 | 4 | 4 | 16 | 13 | +3   |
| 4    | Atlante  | 15   | 14 | 4 | 7 | 3 | 16 | 13 | +3   |
| 5    | Irapuato | 15   | 14 | 5 | 5 | 4 | 15 | 17 | −2   |
| 6    | América  | 14   | 14 | 4 | 6 | 4 | 13 | 12 | +1   |
| 7    | Necaxa   | 11   | 14 | 3 | 5 | 6 | 12 | 17 | −5   |
| 8    | Oro      | 7    | 14 | 2 | 3 | 9 | 10 | 21 | −11  |

 Fuente: RSSSF

#### Resultados
| Local \ Visitante | AME | ATT | IRA | LAG | NEC | ORO | UNM | VER |
| ----------------- | --- | --- | --- | --- | --- | --- | --- | --- |
| América           | —   | 0–0 | 0–1 | 0–0 | 4–0 | 2–1 | 1–0 | 2–0 |
| Atlante           | 2–2 | —   | 4–0 | 3–2 | 0–0 | 0–1 | 0–2 | 3–1 |
| Irapuato          | 1–1 | 1–1 | —   | 1–0 | 1–0 | 3–0 | 1–1 | 0–2 |
| Laguna            | 0–0 | 0–0 | 2–1 | —   | 1–1 | 2–0 | 1–1 | 3–1 |
| Necaxa            | 1–0 | 1–1 | 2–2 | 2–3 | —   | 2–0 | 1–2 | 1–2 |
| Oro               | 1–1 | 0–1 | 3–1 | 1–2 | 1–1 | —   | 1–2 | 1–1 |
| UNAM              | 2–0 | 2–0 | 0–1 | 1–1 | 0–1 | 1–0 | —   | 0–1 |
| Veracruz          | 3–0 | 1–1 | 1–0 | 0–1 | 1–0 | 2–0 | 0–0 | —   |

## Estadísticas

### Goleadores
|     | Jugador            | Club        | Goles |
| --- | ------------------ | ----------- | ----- |
| 1.  | Sergio Anaya       | León        | 16    |
| 2.  | Octavio Muciño     | Cruz Azul   | 14    |
| 3.  | Luis Estrada       | León        | 14    |
| 4.  | Jesús Zárate       | Pachuca     | 12    |
| 5.  | José Rodríguez     | Atlas       | 11    |
| 6.  | Tibor Vigh         | Laguna      | 10    |
| 7.  | Pedro Damián       | Veracruz    | 9     |
| 8.  | Mariano Ubiracy    | Veracruz    | 8     |
| 9.  | José Luis Guerrero | Cruz Azul   | 8     |
| 10. | Juan Manuel Olague | Guadalajara | 8     |